# Zeche Hortensia
Die Zeche Hortensia in Herdecke ist ein ehemaliges Steinkohlenbergwerk. Die Zeche wurde mehrmals stillgelegt und wieder in Betrieb genommen.

## Bergwerksgeschichte
Im Jahr 1834 wurde die Mutung beim Bergamt eingelegt, Am 17. September des Jahres 1836 wurde ein Geviertfeld verliehen. Im Anschluss an die Verleihung wurden zunächst Untersuchungsarbeiten getätigt, anschließend wurde das Bergwerk stillgelegt. Ab April des Jahres 1838 wurden erneut Untersuchungsarbeiten getätigt, am 20. August desselben Jahres erfolgte die erneute Stilllegung. Am 18. Mai des Jahres 1841 wurde das Bergwerk wieder in Betrieb genommen, es wurde ein im Jahr 1837 angesetzter Versuchsstollen weiter aufgefahren. Am 3. Juli des Jahres 1844 wurde das Bergwerk bis zum Jahresende in Fristen gelegt, am Jahresende war das Bergwerk erneut in Betrieb und im Jahr darauf wurde das Bergwerk erneut stillgelegt.
Im Jahr 1856 war das Bergwerk wieder in Betrieb. Am 6. Januar des Jahres 1856 erreichte der Oberstollen das Flöz 1 und am 18. März desselben Jahres erreicht der Mittelstollen Flöz 2. Noch im selben Jahr wurde mit der Flözstreckenauffahrung begonnen, zusätzlich wurde östlich der Untere Stollen aufgefahren. Im Oktober des darauffolgenden Jahres wurde das Bergwerk erneut stillgelegt. Grund für die Stilllegung waren die nicht bauwürdigen Flöze. Am 1. August des Jahres 1919 wurde das Bergwerk erneut in Betrieb genommen. Im Steinbruch Neuhaus wurde ein Stollen angesetzt. Das Stollenmundloch befand sich zwischen dem Unteren und dem Oberen Stollen, an der heutigen  Straße Jungferneiche. Der Stollen ist vermutlich identisch mit dem im Jahr 1856 aufgefahrenen Mittelstollen, zumindest befand sich der Stollen in dem Bereich des Mittelstollens. Die drei Stollen hatten eine vorgetriebene Länge von 150 bis 200 Metern. Noch im selben Jahr wurde damit begonnen, im Mittelstollen etwa 15 Meter ab Stollenmundloch das Flöz abzubauen. Im Mittelstollen wurde mit der Förderung begonnen. Der Abbau erstreckte sich bis 400 Meter in westlicher Richtung.
Am 30. Dezember des Jahres 1921 wurde der Betrieb eingestellt und am 1. August des Jahres 1922 wurde die Zeche Hortensia erneut stillgelegt. Am 1. Oktober des Jahres 1946 wurde durch die Stadt Herdecke der alte Stollen wieder in Betrieb genommen. Im Februar des Jahres 1948 wurde die Zeche Hortensia endgültig stillgelegt.

### Förderung und Belegschaft
Die ersten Belegschaftszahlen stammen aus dem Jahr 1856, es waren sechs Bergleute auf dem Bergwerk angelegt. Die ersten Förderzahlen stammen aus dem Jahr 1918, mit sechs Bergleuten wurden 105 Tonnen Steinkohle gefördert. Im Jahr 1920 wurden mit 62 Bergleuten 2466 Tonnen Steinkohle abgebaut.  Die letzten bekannten Förder- und Belegschaftszahlen des Bergwerks stammen aus dem Jahr 1921, es wurden mit 15 Bergleuten 931 Tonnen Steinkohle abgebaut.